# Lepidocybium flavobrunneum
El escolar (Lepidocybium flavobrunneum) es un pez de la familia Gempylidae, la única especie del género Lepidocybium.
En algunos países recibe otros nombres comunes como atún negro (Chile), escolar negro, miramelinda o miramelindo (en Ecuador), petróleo (en Cuba) o pez aceite (en Uruguay) e, incorrectamente, también suele denominarse "pez mantequilla".
Es un pez tropical y de mares templados en todos los océanos. Durante el día se le suele encontrar por debajo de los 600 m y hasta 885 m de profundidad, ascendiendo hasta los 100 m, e incluso menos, por la noche. Suele concentrarse en zonas y en épocas concretas probablemente no se encuentra en el norte del Océano Índico. Se localiza frecuentemente en la parte oriental del Océano Atlántico desde 13ºN, en las costas de Guinea hasta Angola.
Es de color castaño oscuro, haciéndose más oscuro con la edad, hasta parecer casi negro. Es un nadador rápido, cuenta con una prominente quilla lateral y múltiples aletillas. Crece hasta 2,4 m de longitud.

## Consumo
El escolar es consumido en varios países de Europa y Asia, así como en Estados Unidos, a veces crudo en sushi o sashimi. Se vende como "atún blanco" - un término también usado para la albacora - o como "atún super blanco" para distinguirlo. Sin embargo en Japón ha sido prohibido su consumo desde 1981 y las autoridades del país lo consideran tóxico. Esto se debe al alto contenido de ésteres grasos que se encuentra acumulados en sus músculos y pueden provocar problemas digestivos como la keriorrea. Para disminuir los riesgos, las autoridades de salud de otros países recomiendan asarlo o prepararlo mediante procedimiento que disminuyan la grasa y además, no consumir más de 200 g/día